# Carson Daly
Carson Jones Daly (Santa Monica, EUA, 22 de junho de 1973) é um apresentador, personalidade e radialista, assim como produtor e apresentador de televisão, americano. Antes de 2002, Daly foi VJ da MTV, no Total Request Live, e DJ na estação de rádio do sul da Califórnia 106,7 KROQ-FM. Em 2002, Daly se juntou à NBC, onde ele começou a apresentar o late-night talk Last Call with Carson Daly. Em 2011, Daly começou apresentar o The Voice, também na NBC. Em 2013, Daly se juntou ao programa matinal da NBC Today como correspondente de redes sociais.